# St. Michael (Minnesota)
Pour les articles homonymes, voir St. Michael.
St. Michael est une ville américaine située dans le Comté de Wright, dans le Minnesota. Selon le recensement de 2010, sa population est de 16 399 habitants.